# حرورا
حرورا (به اشتباه حَرَوْرا در برخی منابع مانند یاقوت)، روستا یا منطقه‌ای در نزدیکی کوفه است. این شهر پیش از اسلام تا حداقل قرن اول پس از اسلام، در کناره فرات یا یکی از آبراه‌های این رود قرار داشته‌است. چرا که الاشاء در تاریخ طبری از شط حرورا سخن می‌گوید. اما در قرن ۳ هجری/۹میلادی، مورخانی مانند ابن دیزل همدانی (درگذشته به سال ۲۸۳ هجری/۸۹۶ میلادی) گفته‌اند که این شهر در بیابان قرار داشته‌است؛ بنابراین خاک این منطقه دگرگونی چشمگیری داشته‌است.

## حرورا در تاریخ

### محل تجمع خوارج در دوران خلافت علی
حرورا از لحاظ تجاری یا کشاورزی اهمیت چندانی نداشته و شهرت خود را مرهون وقایع تاریخی است که در آن اتفاق افتاده‌است. این مکان، محل تجمع گروهی از یاران علی است که با حکمیت ارائه شده از سوی معاویه در جنگ صفین مخالف بوده و اولین جدایی خود را شکل دادند. در صفین، ابتدا افراد معدودی بودند که مخالفت خود را با فریاد زدن شعار لا حکم الا لله ابراز داشتند. اما در طی بازگشت سپاه علی به کوفه، تعداد این گروه افزایش یافت. این گروه در ربیع الاول ۳۷ هجری/اوت-سپتامبر ۶۵۸ میلادی در حرورا جمع شده و به حروریان مشهور شدند و تعدادشان احتمالاً به دوازده هزار نفر رسید. این نافرمانی تا آنجا پیش رفت که این گروه برای خود امام جماعت (عبدالله بن کوا یشکوری) و رهبر نظامی (شبث بن ربعی تمیمی) تعیین کردند. آنها دیگر علی را به رسمیت نشناختند و بیعت خود را بر مبنای خدا و امر به معروف و نهی از منکر تعیین کردند و بیان داشتند که یک شورا باید خلیفه جدید را تعیین کند. البته این موضوع باعث نشد که این قوم بی رهبر بمانند و قبل از اینکه به نهروان بروند، عبدالله بن وهب راسبی را به عنوان رهبر خود برگزیدند. انگیزه‌های جنبش خوارج، دلایل مذهبی بوده‌است. اما تنها روایات گروه خوارج در منابع اباضیه است که به ما این امکان را می‌دهد که دلایل گروه خوارج را واضحتر بفهمیم. ارلینگ لیدویگ پترسن در کتاب خود به نام علی و معاویه به این دسته روایات وقعی نمی‌نهد و آنان را فعلاً کنار می‌گذارد تا برای توضیحات بعدی استفاده کند. اما کفافی و لارا وسیا وگلییری هر کدام به‌طور جداگانه این روایات را مطالعه کرده و درک کرده و معتقد هستند که این روایات، قدیمی هستند و این دو این روایات را کلید درک انگیزه‌های مذهبی گروه خوارج دانسته‌اند. مواردی مانند متهم کردن علی به کفر با پذیرش حکمیت، اصرار آنان مبنی بر جدایی از علی به علت توبه نکردن و نشکستن عهدنامه صفین، تجلیل کردن از خودشان که برای آنان انگیزه‌ای بر کشته شدن در راه خدا می‌شد و اعتقاد آنان مبنی بر پاداش اخروی و به بهشت رفتن، مبنای فکری این گروه را تشکیل می‌دهد که تا کنون پنهان مانده‌است. این روایات گروه خوارج در دو کتاب جدیدتر کتاب الجواهر اثر برادی (که در قرن ۸ هجری/۱۴ میلادی یا ابتدای ۹ هجری/۱۵ میلادی در مغرب نوشته شده) و کتاب الکشف و البیان (که در سال ۱۰۷۰ هجری/۱۶۵۹ میلادی توسط یکی از علمای اباضیه عمان به نام قلهاتی نوشته شده) موجود هستند. در حالیکه برادی می‌گوید این روایات از کتاب النهروان (که احتمالاً اثر عبدالله بن یزید فزاری در قرن ۲–۱ هجری/۸–۷ میلادی بوده‌است) اقتباس شده، قلهاتی چنین حرفی را مطرح نمی‌کند. با این حال کفافی چکیده‌ای نوشته که حاکی از آن است که این روایات به دوران قدیم بازمی‌گردد. مقایسه بین روایات برادی و قلهاتی نشان می‌دهد که این دو از یک منبع روایات خود را نگرفته‌اند. با این حال موضوع روایات بسیار شبیه هم است.
علی که گرفتار نافرمانی خوارج شده بود، ابتدا پسر عمویش عبدالله بن عباس را به عنوان نماینده خود به حرورا برای مذاکره فرستادو سپس خودش شخصاً برای بحث به آنجا رفت. استدلالشان به‌طور خلاصه این بوده‌است: «وقتی خون طلحه و زبیر و هوادارانشان را ریختیم نیز بر حق بودیم. چون آنها شورشی بودند. همچنین وقتی که خون یاران معاویه و عمروعاص را ریختیم نیز بر حق بودیم، چون آنان از حدود کتاب خدا و سنت پیامبر تجاوز کرده بودند. حال مگر حکم جدیدی از آسمان برای علی نازل شده‌است که رویکردش را عوض کند؟ نه. پس وی باید بر همان مسیری که در ابتدا بود ثابت قدم بماند و جنگ را ادامه داده و حکمیت را رد کند.» ابن‌عباس آیات ۳۹–۳۵ سوره نساء و آیات ۳–۱ سوره مائده را که در مورد تعیین حکم در مواقع خاص بود را به آنان یادآوری نمود که بی‌فایده بود. حروریان در پاسخ گفتند: «هر حکمی که از طرف خدا تعیین شده‌است نباید به داوری و حکمیت سپرده شود. خدا احکامی را قرار داده که باید در مورد گروه ستمکار و متجاوز (فئه الباغیه) اجرا شود. چرا که او در آیه ۹ سوره حجرات می‌فرماید: اگر دو گروه مومنان با یکدیگر وارد جنگ شوند، بین آن دو صلح برقرار کن. اگر گروهی از آن دو بر شورش خود اصرار داشت، با آن گروه شورشگر بجنگ تا در برابر حکم خدا سر تعظیم فرود آورد. آیا معاویه و عمرو و هوادارانشان جزو فئه الباغیه نبودند؟» حروریان در ادامه استدلالهای خود به آیه ۴۰–۳۹ سوره انفال اشاره کردند: «با آنها پیکار کن، تا وقتی که فتنه‌ای وجود ندارد و دین از آن خداوند است. آیا معاویه و یارانش از خدا تبعیت می‌کردند؟» پاسخ طبعاً منفی است. پس خدا حکم خود را در این مورد اعلام نموده و باید اجرا شود. این یکی از حدود الهی است و باید مانند دیگر حدود مانند حد زناکار یا دزد اجرا شود. انسان در موردی که خدا حکمش را داده حق داوری ندارد (لا حکم الا لله). حروریان در استدلالهای خود به آیات دیگر قرآن و دلایل دیگری نیز متوسل شدند که موارد بالایی خلاصه شده محکمترین دلایلی است که ردشان ناممکن می‌نماید. ابن‌عباس در برابر صحت استدلالشان تسلیم شد (حتی منابع سنی و منابع طرفدار علی اذعان دارند که ابن‌عباس نتوانست از پس آنان در بحث بر بیاید). همچنان که علی نیز نتوانست. علی از آنان خواست که دست از مخالفت بردارند و در این کار موفق شد. اما اینکه چگونه موفق به این کار شد مشخص نیست. استدلالهایی که علی پیش روی این گروه سرسخت قرار داد (که در منابع مختلف با یکدیگر فرق دارد) به نظر نمی‌رسد که توانسته باشد بر استدلالهای آنان فائق آمده باشد. در کتاب النهروان اثر فزاری آمده که علی قول داد که جنگ با معاویه را ادامه دهد و ضمانت محکمی بر این قول قرار داد. در برخی منابع آمده که علی گفت: «ما مالیات جمع‌آوری می‌کنیم. اسبهای خود را قبراق و سرحال می‌کنیم و سپس به سوی معاویه دوباره لشکر کشی می‌کنیم.» و این جمله نشان می‌دهد که علی به حروریان امتیاز داد. طاها حسین معتقد است که در این زمان یک سوء تفاهم بین علی و خوارج پیش آمده‌است. اما پس از اینکه علی به کوفه بازگشت به‌طور صریح اعلام کرد که به شرایط منعقد شده در عهدنامه صفین وفادار خواهد ماند. حروریان که راضی شده بودند با وی به کوفه بیاییند، با شنیدن این سخن خشمگین شدند. در نتیجه این سخن علی، خوارج با یکدیگر ملاقاتهای پنهانی ترتیب داده و دیگر در مورد اینکه در منطقه‌ای بمانند که به عقیده آنان احکام ناعادلانه به جای احکامی که خدا تکلیفش را روشن کرده اجرا می‌شود، دچار تردید شدند. گروهی که به این باور رسیده بودند، پنهانی گریختند و از هم فکران خود در بصره دعوت به عمل آوردند و در نهروان جمع شدند.
ممکن است که بین گروهی که در صفین برای اولین بار شعار لا حکم الا لله را فریاد زدند (محاکمه الاولی) و حروریه، گروهی که در حرورا جمع شدند، اما پس از بازگشت به سپاه علی، الزامی به شورش علنی نمی‌دیدند (در عین اینکه معتقد بودند که پذیرش حکمیت گناه بود و باید از آن توبه کرد) و خوارج یعنی گروهی کوفه و بصره را ترک کردند تا تمام روابط دوستانه بین خود و علی را بشکنند تمایز وجود داشته باشد. اما این در حد یک فرضیه است. چرا که دو عبارت آخر در منابع موجود در قرنهای بعد تحت یک عنوان به کار رفته‌است.

### دیگر رخدادها
در حرورا یا حومه آن، دو جنگ صورت گرفت. یکی در سال ۶۷ هجری/۶۸۶ میلادی، که سپاه مختار از سپاه مصعب بن زبیر شکست خورد و دیگری در ۹ شوال ۳۱۵ هجری/۸ دسامبر ۹۲۷ میلادی که ساجد یوسف بن ابی الساج که برای خلیفه خود مقتدر در برابر پادشاه قرامطه بحرین، ابوطاهر سلیمان جنابی جنگید و شکست خورد و به اسارت درآمد. البته لازم است ذکر شود که اکثر منابع، در مورد محل وقوع این جنگ، اشاره صریحی به حرورا نمی‌کنند، تنها به ذکر این نکته بسنده کرده‌اند که این جنگ خارج از کوفه یا در دروازهٔ این شهر رخ داده‌است.